# Борет, Лонг
Лонг Боре́т (кхмер. ឡុង បូរ៉េត; 3 января 1933, Киенсвай, провинция Кандаль, Французский Индокитай — 17 апреля 1975, Пномпень) — камбоджийский государственный и политический деятель, премьер-министр Камбоджи (1973—1975). Казнён Красными Кхмерами в апреле 1975 года вскоре после падения Пномпеня.

## Биография

### Политические посты
Уроженец провинции Кандаль. В 1958 году стал самым молодым депутатом парламента и короткое время был заместителем министра труда и социального действия. Некоторое время пребывал на других должностях в правительстве при Нородоме Сиануке, однако выступил против решения последнего национализировать банки. После его свержения Лон Нолом занимал должность министра информации в 1971—1972 годах и министра иностранных дел в 1972—1973 годах. 9 декабря 1973 года занял пост премьер-министра.
Лонг Борет, Лон Нон и принц Сисоват Сирик Матак, в отличие от многих других политиков Кхмерской республики Лон Нола, бежавших из столицы, находились на своих рабочих местах вплоть до 17 апреля 1975 года, когда в «Пномпень вошли красные кхмеры». Лонг Борет оставался при исполнении несмотря на то, что числился в «списке смертников», обнародованном Сиануком в Пекине. После захвата власти «красные кхмеры» допрашивали его в Министерстве информации вместе с другими чиновниками высшего ранга, не пожелавшими (или не успевшими) покинуть Пномпень.

### Гибель
Вскоре заместитель командира фронта «красных кхмеров» Кой Тхуон организовал в отеле Монором Комитет по вычищению врагов. Его первым действием был приказ о немедленном уничтожении Лон Нона и других ключевых фигур прежнего режима. Лонг Борет был казнён на стадионе Сёркль Спортиф (фр. Cercle Sportif) в Пномпене.

## Основные даты
- 9 декабря 1973 — Лонг Борет становится премьер-министром Кхмерской Республики (официальное название Камбоджи в 1970—1975 годах).
- 1 апреля 1974 — распущенный днём ранее Верховный Политический совет заменён Исполнительным советом, состоящим из четырёх человек (Лон Нол, Сирик Матак, Лонг Борет и Состене Фернандес).
- 17 июня 1974 — Лонг Борет формирует формирует новый Кабинет министров, состоящий из 16 человек.
- 11 марта 1975 — президент Кхмерской Республики Лон Нол отдаёт приказ премьеру Лонг Борету сформировать новое правительство и упраздняет пост главнокомандующего вооружёнными силами.
- 8 апреля 1975 — Лонг Борет ведёт безуспешные переговоры о перемирии с представителями «красных кхмеров» в Бангкоке.